# 9604 Bellevanzuylen
A 9604 Bellevanzuylen (ideiglenes jelöléssel 1991 YW) a Naprendszer kisbolygóövében található aszteroida. Eric Walter Elst fedezte fel 1991. december 30-án.